# Christian Friedrich Rabe
Christian Friedrich Wilhelm Rabe (* 27. April 1837 in Berlin; † 22. Februar 1898 in Hannover) war ein deutscher Tierarzt.

## Leben
Christian Friedrich Rabe studierte an der Tierarzneischule Berlin und wurde Mitglied des Corps Franconia Berlin. Nach dem Studium war er zunächst als praktischer Tierarzt in Schlesien tätig, bevor er Lehrer der Tierheilkunde an der Landwirtschaftlichen Akademie Proskau wurde. 1873 wurde er zum Professor der Tierarzneischule Hannover berufen, an der er bis zu seinem Tod über Tierkrankheiten las.
Sein Schwiegersohn war der Tierarzt und Rektor der Tierärztlichen Hochschule Berlin Reinhold Schmaltz.